# Упитник
Знак питања, или упитник [?], је знак интерпункције који служи да би се у писаном тексту истакла упитна конотација реченице. Како у писаном тексту није могуће користити нагласак на исти начин као говору, намеће се потреба да се одређеним знаком истакне да дата реченица представља питање – тим пре што понекада иста реченица може да буде упитна или обавештајна, а често из контекста није могуће одредити да ли је упитна или обавештајна.

## Употреба
Знак питања се обично пише уместо тачке на крају упитне реченице. Уколико писац на крају реченице стави знак питања заједно са знаком узвика (?!) он тиме жели да искаже своју зачуђеност.
У шпанском језику се упитник пише и на крају и на почетку реченице, како би читалац и пре него што почне да чита реченицу могао да се припреми, и употреби исправан нагласак. Овај упитник на почетку реченице се пише обрнуто (¿) (заротиран за 180 степени) у односу на конвенционални знак питања.

## Настанак упитника
Римски писци су имали обичај да у својим списима на крају реченице која има упитан карактер дописују реч questio (лат. питање). Временом су ради уштеде времена и простора уместо целе речи почели да пишу само прво и последње слово (qo), али су слово "o" писали испод слова "q", како би уштедели још мало простора. Временом је латинично слово ку стилизовано, а слово о је претворено у тачку, и тако је настао знак питања који данас користимо.
У морзеовој азбуци се знак питања означава серијом од два кратка сигнала (тачке), праћена са два дуга сигнала (црте), праћене са још две тачке (..--..)
Једна од култних кафана у Београду (и најстарија) носи име „Код знака питања“.